# La Garita Caldera

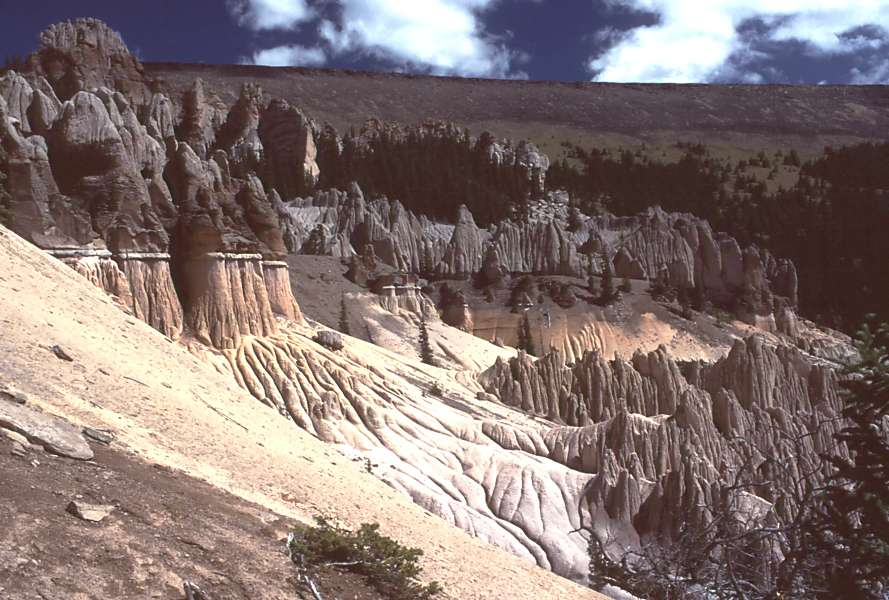
Avlagringar av aska i La Garita Caldera.

La Garita Caldera är en jättelik caldera belägen i sydvästra Colorado, USA. Namnet har den fått efter den närbelägna staden La Garita.
Calderan skapades i samband med ett jättelikt supervulkanutbrott för cirka 27,8 miljoner år sedan. Utbrottet var ett i raden av en lång serie med supervulkanutbrott i nuvarande Colorado, Utah och Nevada för cirka 40 till 25 miljoner år sedan. Calderan har ett mått på 75x35  km, alltså 2 625 kvadratkilometer. Supervulkanen som orsakade utbrottet hade också fler våldsamma utbrott cirka 28-26 miljoner år sedan men anses idag vara utslocknad.

## Storlek på eruptionen
Vulkanutbrottet som skapade La Garita Caldera var troligen ett av de största supervulkanutbrotten i jordens historia. Volymen på det utslungade materialet beräknas till ca 5000 kubikkilometer. Det beräknas ha frigjort en engergimängd motsvarande 240 000 megaton (240 gigaton) TNT, cirka 5 000 gånger mer än tsarbomben, den kraftfullaste vätebomben som provsprängts. Explosionen som skapade Chicxulubkratern runt Chicxulub i södra Mexiko för cirka 65 miljoner år sedan, var dock ca 400 gånger kraftigare. Aska från utbrottet föll långt bort i Karibien och utmed Nordamerikas östkust.
Om man jämför med andra stora utbrott, var denna eruptionen dubbelt så stor som det så kallade Huckle Berry Ridge utbrottet av Yellowstone-kalderan för drygt 2 miljoner år sedan. Tobas eruption på Sumatra, nuvarande Indonesien för cirka 74 000 år sedan hade en volym på cirka 2 800 kubikkilometer. Tamboras utbrott på ön Sumbawa, Indonesien år 1815, det största i historisk tid hade en volym på 100-150 kubikkilometer.